# 다다노우미역
다다노우미역(일본어: 忠海駅)은 일본 히로시마현 다케하라시에 위치한 서일본 여객철도 구레선의 철도역이다. 상대식 승강장 2면 2선의 구조를 갖춘 지상역이다.

## 타는 곳
| 1 | ■ 구레 선 | 상행 | 미하라 · 후쿠야마 방면 |                     |
| 1 | ■ 구레 선 | 하행 | 다케하라 · 구레 방면   | 통상 시는 이 승강장 |
| 2 | ■ 구레 선 | 하행 | 다케하라 · 구레 방면   | 열차 교환 시엔 사용 |

## 역 주변
- 국도 제185호선
- 다다노우미 항
- 다케하라 시청 다다노우미 지소

## 역사

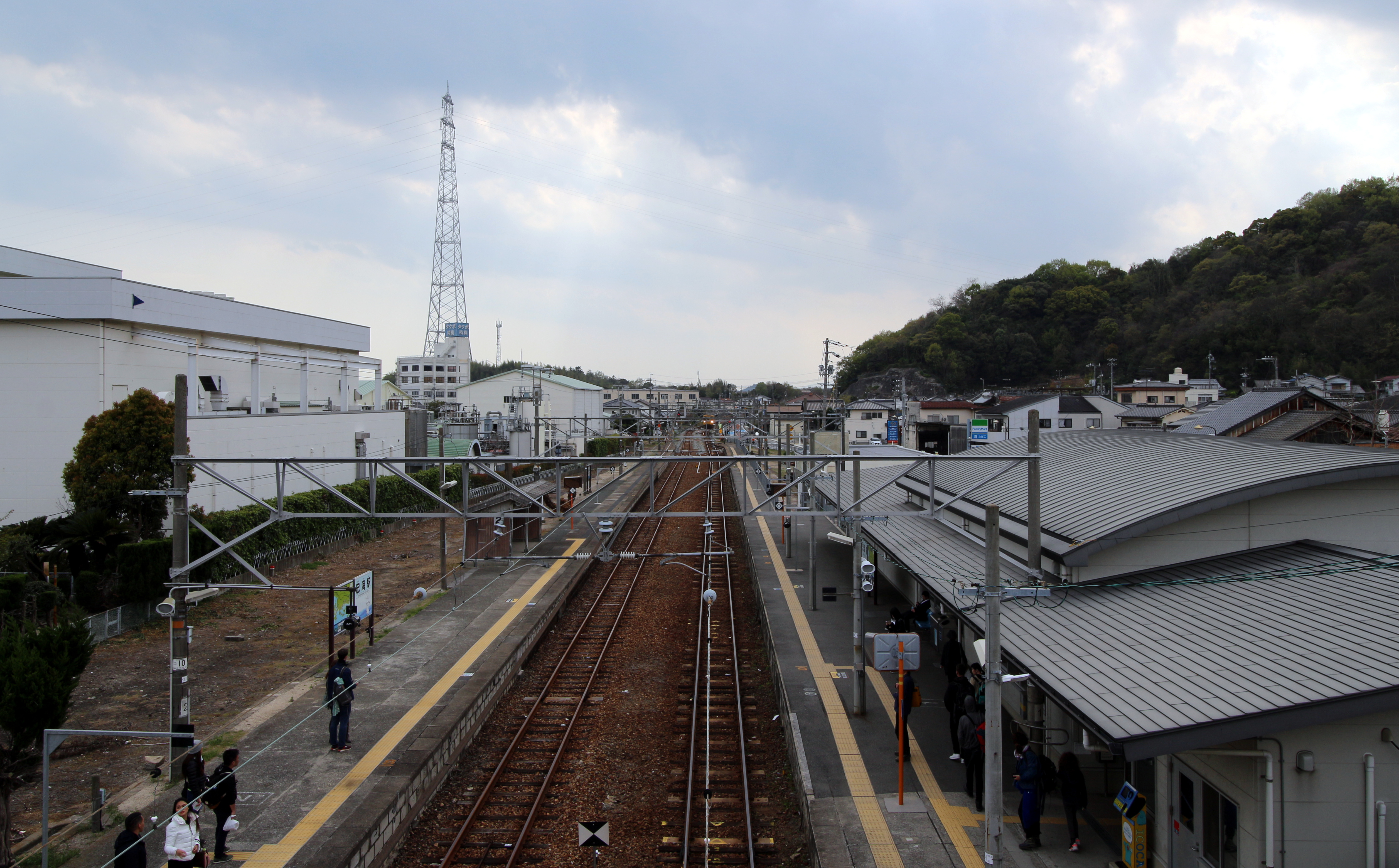
다다노우미 역 편집하기 (부분)

- 1932년 7월 10일 : 산고 선 아키사이자키 역 - 다케하라 역 간 연장에 의해 개업.
- 1935년 11월 24일 : 선로 명칭 제정. 구레 선의 소속으로 한다.
- 1982년 10월 1일 : 화물 취급 폐지.
- 1987년
  - 4월 1일 : 일본국유철도 분할 민영화에 의해, 서일본 여객철도가 승계.
  - 6월 15일 : 환승 열차 신설.
- 1988년 3월 13일 : 당역 환승 열차의 운전 구간이 미하라 역까지 연장되어, 당역 환승 열차 소멸.
- 1990년 4월 : 미도리노마도구치 영업 개시.
- 1996년 6월 1일 : JR 서일본 히로시마 멘텍에 의해 업무위탁역이 되다.
- 2003년
  - 3월 31일 : 미도리노마도구치 영업종료.
  - 4월 1일 : 간이 위탁화.
- 2005년 10월 1일 : 임시 쾌속 '세토나이카이 마린 뷰' 신설에 의해, 정차역이 되다.
- 2007년
  - 8월 : ICOCA 전용 개찰기(카드 리더)를 신설.
  - 9월 1일 : ICOCA 도입.
- 2010년
  - 7월 14일 : 장마 전선 영향에 의해 오후로 구레 선 내의 복수의 토사 붕괴가 발생해, 당역 영업 중지.
  - 7월 20일 : 미하라 역 - 다케하라 역 구간 복구에 의해 영업 재개.

## 인접 역
| 서일본 여객철도 구레선   | 서일본 여객철도 구레선 | 서일본 여객철도 구레선                  |
| ------------------------ | ---------------------- | --------------------------------------- |
| 아키사이자키 미하라 방면 | ■ 게이비 선            | 아키나가하마 가이타이치 · 히로시마 방면 |